# مفصل صدغي فكي
المفصل الصدغي الفكي (بالإنجليزية: Temporomandibular joint)‏ هو مفصل زليلي ثنائي بين العظم الصدغي للجمجمة أعلاه والفك السفلي أدناه؛ فمن هذه العظام اشتقت اسمها. هذا المفصل فريد من نوعه حيث أنه مفصل ثنائي يعمل كقطعة واحدة. كما أن المفصلين الأيمن والأيسر يعملان معاً وليسا مستقلان عن بعضها البعض.

## التركيبة
المكونات الرئيسية للمفصل هي كبسولة المفصل، القرص المفصلي، الفك السفلي، اللقوة الفكية، السطح المفصلي للعظم الصدغي، الرباط الصدغي الفكي، الرباط الوتدي الفكي، والعضلة الجناحية الجانبية.

### المحفظة والقرص المفصلي
كبسولة المفصل الصدغي هي عبارة عن غشاء ليفي كثيف يحيط بالمفصل ويرتبط بالحديبة المفصلية، والقرص المفصلي ولقمة الفك السفلي.
الميزة الفريدة للمفصل الصدغي الفكي هي القرص المفصلي. يتكون القرص من أنسجة ليفية كثيفة يتم وضعها بين رأس لقمة الفك السفلي والحفرة الحقانية للعظم الصدغي. المفصل الصدغي الفكي هو واحد من المفاصل الزليلية القليلة في جسم الإنسان مع قرص مفصلي، المفصل الآخر هو المفصل القصي الترقوي. يقسم القرص المفصل إلى مقصورتين اثنين، المقصورة السفلى والعليا. هاتين المقصورتين هما تجاويف زليليّة، تتكوّن من تجويف زليلي علوي وسفلي. الغشاء الزليلي المبطن للكبسولة المشتركة ينتج السائل الزليلي الذي يملأ هذه الفجوات.
المنطقة المركزية للقرص هي عديمة الأوعية الدموية والأعصاب، حيث تحصل على المواد المغذية من السائل الزليلي المحيط بها. في المقابل، يحتوي الرباط الخلفي والكبسولات المحيطة به على الأوعية الدموية والأعصاب. توجد بعض الخلايا، من بينها الخلايا الليفية وخلايا الدم البيضاء. المنطقة المركزية هي أرق ولكنها أكثر اتساقاً من المنطقة المحيطية، والتي هي أكثر سمكاً مع ثبات أكبر. يوفر السائل الزليلي في التجاويف الزليلية التغذية للمنطقة المركزية الخالية من الأوعية الدموية للقرص. مع التقدم في العمر، فإن القرص بأكمله قد يضعف ويمكن أن يخضع إلى الغضاريف في الجزء المركزي، وهي تغييرات قد تؤدي إلى ضعف حركة المفصل.
تشترك حجرة المفصل السفلي المكونة من الفك السفلي والقرص المفصلي في حركة الدوران، وهي الحركة الأولية للفك عند فتح الفم. بينما تشارك حجرة المفصل العلوية المكونة من القرص المفصلي والعظم الصدغي في الحركة الانتقالية - وهي الحركة الانزلاقية الثانوية للفك حيث يتم فتحها على نطاق واسع. سطح الفك السفلي الذي يصحب السطح السفلي للقرص هو اللقمة وجزء العظم الصدغي الذي يصحب السطح العلوي للقرص هو الحفرة المفصلية أو الحفرة الحقانية أو حفرة الفك السفلي.
القرص المفصلي هو امتداد ليفي للكبسولة بين عظمتين من المفصل. يعمل القرص كسطح مفصلي ضد كل من العظم الصدغي واللقمة وينقسم المفصل إلى قسمين، كما سبق وصفه. شكله مقعر الوجهين مربوط باللقمة وسطيا وجانبيا. الجزء الأمامي من القرص ينقسم في البعد الرأسي، يتلاقى مع إدخال الرأس العلوي للعضلة الجناحية الجانبية. ينقسم الجزء الخلفي أيضًا في البُعد العمودي، وتستمر المنطقة الواقعة بين الانقسام خلفيًا ويشار إليها باسم النسيج الخلفي للقرص. على عكس القرص نفسه، هذه القطعة من النسيج الضام غنية بالأوعية الدموية والاعصاب، وفي بعض الحالات تقوم بإزاحة القرص الأمامي، وبالتالي فإن الألم الذي يشعر به أثناء حركة الفك السفلي يرجع إلى اللقمة التي تضغط على هذه المنطقة ضد السطح المفصلي للعظم الصدغي.

### الأربطة
هناك ثلاثة أربطة مرتبطة بالمفاصل الصدغية: واحدة رئيسية واثنتين ثانويتين. هذه الأربطة مهمة لأنها تحدد حركات الحدود، أو بعبارة أخرى، أبعد حدود حركات الفك السفلي. ستؤدي حركات الفك السفلي بعد التمديدات الوظيفية المسموح بها بواسطة المرفقات العضلية إلى محفزات مؤلمة، وبالتالي، نادرًا ما تتحقق هذه الحركات بعد هذه الحدود في الوظيفة العادية.
- الرباط الرئيسي، الرباط الصدغي الفكي، هو الجزء الجانبي الثقيل من الكبسولة، ويتكون من جزءان: جزء مائل خارجي وجزء أفقي داخلي. وترتبط قاعدة هذا الرباط الثلاثي بالنتوء الوجني للعظم الصدغي وحجرة الدرن المفصلية؛ رأسه ثابت على الجانب الوحشي من عنق الفك السفلي. يمنع هذا الرباط التراجع المفرط أو الانتقال للخلف للفك السفلي، وهو وضع قد يؤدي إلى مشاكل في المفصل.[6]
- الأربطة الثانوية، الأربطة العلوية الظهارية والفكية وحيدة الوصلة هي ملحقة وليست متصلة مباشرة بأي جزء من المفصل.
  - يفصل رباط الإبرة الفكية منطقة تحت الصدغ (الأمامية) من المنطقة النكفية (الخلفية)، ويمتد من الزائدة الإبرية إلى زاوية الفك السفلي؛ يفصل الغدد اللعابية النكفية والفك السفلي. يصبح مشدود عندما يتم بروز الفك السفلي.
  - يمتد الرباط الوتدي الفكي من العمود الفقري للعظم الوتدي إلى لسين الفك السفلي. ينزل العصب السنخي السفلي بين الرباط الوتدي الفكي ودائرة الفك السفلي للوصول إلى ثقبة الفك السفلي. يتداخل الرباط الوتدي الفكي، بسبب ارتباطه مع لسين الفك السفلي، عند فتح الثقب. هو بقايا الفك السفلي الجنيني، غضروف ميكيل. يصبح الرباط مشدودًا عندما يبرز الفك السفلي.[6]

### الإمدادات العصبية
يتم اشتقاق التعصيب الحسي للمفصل الصدغي الفكي من فروع العصب الأذني الصدغي والعصب الماضغي من V3 أو فرع الفك السفلي للعصب الثلاثي التوائم. وهو التعصيب الحسي الوحيد. علما أن المحرك هو العضلات.
تتضمن الآليات المحددة لاستقبال الحس العميق في المفصل الصدغي الفكي أربعة مستقبلات: نهايات Ruffini تعمل كمستقبلات آلية ثابتة تحدد وضع الفك السفلي. جسيمات Pacinian هي مستقبلات ديناميكية تقوم بتسريع الحركة خلال ردود الفعل. أجهزة وتر غولجي تعمل كمستقبلات ميكانيكية ثابتة لحماية الأربطة حول المفصل الصدغي الفكي. النهايات العصبية الحرة هي مستقبلات الألم لحماية المفصل الصدغي الفكي.

### إمدادات الدم
يتم توفير إمدادات الدم الشرياني من قبل فروع الشريان السباتي الظاهر، في الغالب فرع الشريان الصدغي السطحي. كذلك يمكن أن تسهم فروع أخرى من الشريان السباتي الخارجي، وهي الشريان الأذني العميق، والشريان الطبلي الأمامي، والشريان البلعومي الصاعد، وشريان الفك العلوي، في إمدادات الدم الشرياني للمفصل.

### نمو
يحدث تكوين المفصل الصدغي الفكي في حوالي 12 أسبوعًا في الرحم عندما تتطور مساحات المفصل والقرص المفصلي. في حوالي 10 أسابيع يصبح عنصر مفصل الجنين المستقبلي واضحًا في اللحمة المتوسطة بين غضروف اللقمة في الفك السفلي والعظام الصدغية النامية. يبدوان كشقين مثل تجاويف مشتركة وقرص متداخل يجعل ظهورهم في هذه المنطقة خلال 12 أسبوعًا. تبدأ اللحمة المتوسطة حول المفصل بتكوين كبسولة ليفية مشتركة. لا يعرف سوى القليل عن أهمية العضلات المشكّلة حديثا في تكوين المفصل. يعلق الرأس المتطور العلوي للعضلات الجناحية الجانبية بالجزء الأمامي من القرص الجنيني. يستمر القرص أيضًا في التراجع للخلف من خلال الشق الصخري الطبلي ويرتبط بمطرقة الأذن الوسطى.
يقع مركز النمو في رأس كل لقمة الفك السفلي قبل بلوغ الفرد لمرحلة النضج. يتكون مركز النمو هذا من غضروف زجاجي تحت السمحاق على السطح المفصلي للقمة. يعتبر آخر مركز نمو للعظام في الجسم وهو متعدد الاتجاهات في قدرته على النمو، على عكس العظم الطويل. هذه المنطقة من الغضروف داخل العظم تنمو طوليا كما ينمو الفرد حتى النضج. بمرور الوقت، يتم استبدال الغضروف بالعظم، من خلال عملية التعظم الغضروفي. يسمح مركز النمو المفصلي هذا في اللقمة بزيادة طول الفك السفلي المطلوب للأسنان الدائمة الأكبر، وكذلك للقدرة الأكبر للدماغ لدى البالغين. هذا النمو من الفك السفلي يؤثر أيضا على الشكل العام للوجه، وبالتالي يتم رسمها والمشار إليها أثناء العلاج التقويمي. عندما يصل الفرد إلى مرحلة النضج الكامل، فإن مركز نمو العظام داخل اللقمة يكون قد اختفى.

## وظيفة

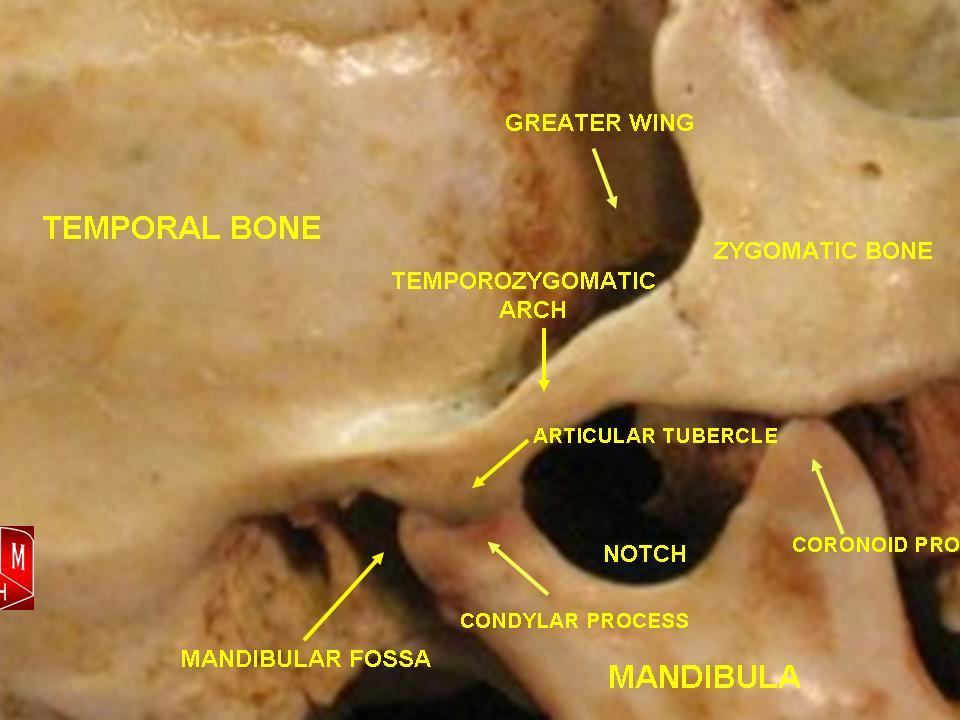
المفصل الصدغي الفكي

يصنف كل مفصل فكي صدفي على أنه مفصل «رزي مسطح» لأنه عبارة عن مفصل رزي ومفصل مسطح (منزلق). لقمة الفك السفلي تتمفصل مع العظم الصدغي في حفرة الفك السفلي. حفرة الفك السفلي هي عبارة عن منخفض مقعر في الجزء الحرشفي من العظم الصدغي. يتم فصل هذين العظام عن طريق قرص مفصلي، والذي يقسم المفصل إلى جزأين مختلفين. الحجرة السفلية تسمح بتدوير رأس اللقمة حول محور دوران لحظي، يتوافق مع أول 20 مم أو نحو ذلك من فتحة الفم. بعد فتح الفم إلى هذا الحد، لا يمكن فتح الفم دون أن تصبح الحجرة العليا للمفصل الصدغي الفكي نشطة. في هذه المرحلة، إذا استمر فتح الفم، لا يقتصر دوران اللقم على الدوران في الجزء السفلي من المفاصل الصدعية الفكية، بل ينتقل الجهاز بأكمله (رأس اللقمة والقرص المفصلي). على الرغم من أن هذا تم تفسيره تقليديا كحركة انحدار للأمام وللأسفل، على السطح المقعر الأمامي للحفرة الحقانية والسطح المحدب الخلفي للحديبة المفصلية، هذه الانتقال يرقى في الواقع إلى دوران حول محور آخر. وينتج عن هذا تطوراً فعالاً يمكن تسميته بالمحور الناتج من دوران الفك السفلي، الذي يقع على مقربة من الثقبة السفلية، مما يسمح ببيئة توتر منخفضة للأوعية الدموية وتعصيب الفك السفلي.
الحاجة إلى الانتقال للقيام بفتح للفم أكثر يمكن تحقيقه مع الدوران الوحيد للقمة من خلال وضع قبضة مقاومة ضد الذقن ومحاولة فتح الفم أكثر من 20 ملم.
وضعية الراحة للمفصل الصدغي الفكي ليست مع الأسنان في وضعية القضم. بدلا من ذلك، يسمح التوازن العضلي والملاحظات التحسسية بالراحة الفسيولوجية للفك السفلي، ومساحة إخلاء بين الاسنان أ تتراوح وهي 2 إلى 4 مل.

### حركة الفك

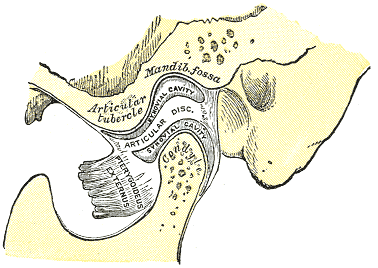
Gray311

تتراوح فتحة الفك العادية الكاملة بين 40-50 مليمتر مقاسة من حافة الأسنان الأمامية السفلية إلى حافة الأسنان الأمامية العلوية.
عند قياس المدى العمودي للحركة، يجب ضبط القياس من أجل وضعية تراكب العضة. على سبيل المثال، إذا كان القياس من حافة أسنان الامامية السفلية إلى حافة الأسنان الأمامية العلوية هو 40 ملليمترًا، وتراكب العضة يبلغ 3 ملليمترات، فإن فتحة الفك 43 مم.
خلال حركات الفك، يتحرك الفك السفلي فقط.
الحركات العادية للفك السفلي أثناء الوظيفة، مثل المضغ، هي نوعان من الحركات، تنقل جانبي (اليسارية واليمينية) وتنقل أمامي، والمعروف باسم البروز. عكس البروز هو تقاعس الفك. عندما يتم تحريك الفك السفلي إلى بروز، يتم تحريك القواطع السفلية، بحيث تأتي أولاً من حافة إلى حافة مع القواطع العلوية، ثم تتجاوزها، مما يؤدي إلى تقدم القواطع السفلية على القواطع العلوية مؤقتا. ويتم ذلك عن طريق تحويل اللقمة إلى أسفل المفصل (في الجزء العلوي من المفصل) دون الوصول لأكثر من الحد الادنى للدوران الذي يحدث (في الجزء السفلي من المفصل)، بخلاف ذلك فإنه ضروري للسماح لقواطع الفك السفلي أن تأتي أمام القواطع العلوية دون أن تتداخل معها. (هذا كله يفترض حالة مثالية اللكلاس أو الكلاس، وهو ليس مهمًا تمامًا للقارئ العادي.
أثناء المضغ، يتحرك الفك السفلي بطريقة محددة كما هو محدد بواسطة المفصلين الصدغيين. يشار إلى جانب الفك السفلي الذي يتحرك أفقياً إما الجانب العامل أو الجانب الدوار، بينما يشار إلى الجانب الآخر إما الجانب الموازن أو المدور.
عندما يتم نقل الفك السفلي إلى تحول جانبي، فإن اللقمة الجانبية العاملة (اللقمة على جانب الفك السفلي التي تتحرك للخارج) تؤدي إلى دوران فقط (في المستوى الأفقي)، بينما تؤدي اللقمة الجانبية لموازنة عملية التحويل. أثناء المضغ العملي، عند تحريك الأسنان من جانب إلى جانب، وأيضًا إلى الأعلى والأسفل عندما يتم دمج قضم الأسنان، فإن الدوران (في مستوى عمودي) يلعب أيضًا دورًا في كلتا اللويقتين.
يتم نقل الفك السفلي أوليا عن طريق عضلات المضغ الأربع العضلة الماضغة، العضلة الجناحية الوسطية، العضلة الجناحية الجانبية والعضلة الصدغية. هذه العضلات الأربعة، كلها معصبة من V3، أو الفك السفلي للعصب الثلاثي التوائم، تعمل في مجموعات مختلفة لتحريك الفك السفلي في اتجاهات مختلفة. تتقلص العضلة الجناحية الجانبية لتسحب القرص وتدفع اللقمة للأمام داخل الحفرة الحقانية وأسفل النتوء المفصلي؛ وبالتالي، عمل هذه العضلة هو بروز الفك، بمساعدة الجاذبية، كما تفتح عضلة ذات البطانين الفك. العضلات الثلاثة الأخرى تغلق الفم؛ الماضغة والجناحية الوسطية عن طريق سحب زاوية الفك السفلي والعضلة الصدغية عن طريق سحب النتوء المنقاري للفك السفلي.

## الاهمية السريرية

### الألم
ألم المفصل الفكي الصدغي يرجع بشكل عام إلى واحد من أربعة أسباب.
• متلازمة خلل الألم الليفي العضلي، والتي تشمل في المقام الأول عضلات المضغ. هذا هو السبب الأكثر شيوعًا.
• الاضطرابات الداخلية، والعلاقة غير الطبيعية للقرص بالنسبة إلى أي من المكونات الأخرى للمفصل. تشريد القرص هو مثال على هذه الاظطرابات
• الفصال العظمي للمفصل الصدغي الفكي، وهو مرض المفاصل التنكسية للسطوح المفصلية.
• التهاب الشريان الصدغي، والذي يعتبر معيارًا تشخيصًيا جاداً.
على الرغم من ندرتها، إلا أن حالات مرضية أخرى قد تؤثر أيضًا على وظيفة المفاصل الصدغية الفكية، مما يسبب الألم والتورم. تشمل هذه الحالات الأورام الغضروفية والساركوما العظمية وورم الخلايا العملاقة وتمدد تكيسات العظام.

### التشخيص
يمكن الشعور بالمفاصل الصدغية أمام أو داخل الصماخ السمعي الخارجي أثناء تحركات الفك السفلي. ويمكن أيضا إجراء التسمع من المفصل.

### تشريد القرص
الاضطراب الأكثر شيوعا للمفصل الصدغي الفكي هو تشريد القرص. يحدث عندما يربط القرص أماميا مع الرأس العلوي للعضلة الجناحية الجانبية وخلفيا مع الأنسجة الخلفية للقرص، بين اللقمة والحفرة، بحيث يتم إجراء اتصال العظم الفكي والصدغي على شيء ما بخلاف القرص المفصلي. هذا، كما هو موضح أعلاه، عادة ما يكون مؤلما للغاية، لأنه على عكس الأنسجة المحيطية للقرص، فإن جزءه المركزي لا يحتوي على أعصاب حسية. في معظم الحالات من الاضطراب، يتم تهجير القرص أمامياً عند الانتقال، أو انزلاق اللقمة للأمام داخل الحفرة وللأسفل. عند الفتح، يمكن أحيانًا سماع صوت «الفرقعة» أو «النقر»، مما يشير إلى أن اللقمة تتحرك مرة أخرى على القرص، والمعروفة باسم «تصغير المفصل» (تشريد القرص مع تقليل). عند الإغلاق، تنزلق اللقمة خلف القرص، ومن هنا «نقرة» أو «فرقعة» أخرى عندها تكون اللقمة خلف القرص. عند صر الاسنان، تضغط اللقمة على المنطقة الثنائية الصفائح، والأعصاب والشرايين والأوردة داخل الحفرة الصدغية، مما يسبب الألم والالتهاب. في حالة تشرد القرص بدون الإنقاص منه، يظل القرص أمام رأس اللقمة عند الفتح. فتح الفم يصبح محدود مع غياب صوت «فرقعة» أو «نقر».

### الاضطرابات الخلقية
•لاتنسج عظم الفك أو الجمجمة.
•نقص تنسج عظم الفك والجمجمة.
•فرط تنسج عظم الفك والجمجمة.
•خلل تنسج الأنسجة الغير طبيعي.

### الاضطرابات الرضحية
• خلع الفك السفلي
• الكسر
• خلع جزئي

### الاضطرابات الالتهابية
•التهاب الغشاء الزلالي.
• التهاب المحفظة.
• التهاب العضل.

### الاضطرابات التنكسية
• الفصال العظمي
• التهاب المفاصل الروماتويدي

### الاضطرابات المجهولة السبب
• خلل المفصل الصدغي الفكي هو ألم وخلل في المفصل الفكي الصدغي وعضلات المضغ (العضلات التي تحرك الفك) أسبابه غير مفهومة. يعتبر ثاني أكثر الأسباب شيوعا للألم فموي والوجهي بعد ألم الأسنان.
• الألم العضلي الليفي.